# Shannonomyia (Shannonomyia) lignyptera
Shannonomyia (Shannonomyia) lignyptera is een tweevleugelige uit de familie steltmuggen (Limoniidae). De soort komt voor in het Neotropisch gebied.